# شهاب الدين أحمد الجيزاني
شهابُ الدينِ أحمدُ بنُ عبدِ القادرِ بنِ سالمِ بنِ عثمانَ الجيزانيُّ المعروف بالفقيه العربي كاتب عدلي لتاريخ "فتوح الحبشة"، وهو سرد مباشر للحرب العدلية الحبشية في القرن السادس عشر.

## السيرة
كان الفقيه العربي مواطنًا من سلطنة عدل وكان صوفيًا مُتدينًا. ويُعتقد أنه من أصل يمني لنسبته الجيزانية حسب أغلب الباحثين. ومع ذلك، فإن مؤرخين آخرين مثل إنريكو سيرولي [الإنجليزية] يذكر احتمالية أنه ربما كان من أصل هرري. يذكر اللغوي جورجيو بانتي [الإنجليزية] أنه من الجدير بالذكر أن اسمه "الفقيه العربي" مبني على المفردات العربية مع الالتزام بالقواعد النحوية الهررية.
اشتهر الفقيه العربي بتأليف كتاب "فتوح الحبشة" الذي يفصل الحرب التي دارت في القرن السادس عشر بين عدال والحبشة من وجهة نظر سكان هرر.